# 刘旷 (隋朝)
刘旷（?—?），字宽亮，信都郡武强县人，隋朝官员。
刘旷性情谨厚，总是以诚实宽恕待人。开皇初年，担任平乡县令，单人骑马上任。百姓有前来告状，他再三晓之以理，使他们都自责而去。所得俸禄，赈济穷人。百姓感佩他的德化，更相劝勉：“有县令如此，怎能胡作非为！”在职七年，风教大化，监狱中都因为没有犯人而长满了草，判案大厅里也因为没有人来打官司而可以张网捕鸟。去职时，官民不论老少，在路上号泣，送行的队伍数百里不绝。调任临颍县令，尚书左仆射高颎荐举刘旷，说他的清名善政是天下第一，隋文帝召见他，对他加以慰问鼓励：“天下县令很多，卿能与众不同，确实值得称道！”又对侍臣说：“如果不破格奖赏刘旷，怎么能够勉励天下官吏都勤政爱民呢！”开皇十一年（591年）二月二十四日，隋文帝下诏提升刘旷为莒州刺史。开皇十四年（公元595年）甲寅六月，刘旷去世，虚岁六十八，葬于漳水南岸。